# Adolphe Bouchet
Pour les articles homonymes, voir Bouchet.
Adolphe Bouchet (né Adolphe Jean Joseph Boucher le 5 juillet 1800 à Poitiers et mort le 29 septembre 1857 à Paris) est un acteur de théâtre français.

## Biographie
Son père est musicien. Adolphe Bouchet est reçu en 1823 au Conservatoire. Il remporte le second prix de tragédie. Il quitte l'école et s'engagea dans une troupe itinérante dirigée par Charles Jean Harel. Le 4 juin 1828 Bouchet débute à la Comédie-Française, mais n'obtenant pas le titre de sociétaire il la quitte, en mai 1837, pour aller au Théâtre de Bruxelles en qualité de premier rôle tragique et comique.
Il est de retour à la Comédie-Française en avril 1840 puis joue en province. En 1941, il est engagé par le Théâtre de la Renaissance. Il termine sa carrière de comédien au théâtre de l'Odéon. Grâce à son mariage, il dispose de revenus qui lui permettent de se retirer boulevard du Montparnasse, où il meurt, en 1857, d'une affection de poitrine.

## Rôles
- Dominique ou le Possédé, comédie en 3 actes de Violet d'Épagny et Jean-Henri Dupin,  Comédie-Française,  1831 (rôle du Comte de la Heaumerie)
- Le More de Venise de Alfred de Vigny, Comédie française
- L'École des jeunes filles, de Mélanie Waldor  , Théâtre de la Renaissance, 1841, (rôle de Georges Savignʏ)
- Lucrèce, tragédie en 5 actes de  François Ponsard, 1843, théâtre de l'Odéon (rôle de Sextus Tarquin)
- Sardanapale, tragédie en 5 actes, de Louis Lefèvre, Odéon-Théâtre de l'Europe 1844,  (rôle de Salemenès)
- Les Familles,  de Ernest Serret, Odéon-Théâtre de l'Europe; 1851, (rôle de Dubreuil)
- Pierre Landais, drame en 5 actes de Émile Souvestre, Odéon-Théâtre de l'Europe, 1843, (rôle de Landais)